# Paul Ély
Pour les articles homonymes, voir Ely (homonymie).
 (août 2020).
Si vous disposez d'ouvrages ou d'articles de référence ou si vous connaissez des sites web de qualité traitant du thème abordé ici, merci de compléter l'article en donnant les références utiles à sa vérifiabilité et en les liant à la section « Notes et références ».
Paul Ély, né le 17 décembre 1897 à Thessalonique (Grèce, à l'époque dans l'Empire ottoman) et mort le 16 janvier 1975 à Paris, est un général français, grand-croix de la Légion d'honneur, de l'ordre national du Mérite, médaillé militaire.

## Biographie

### Famille
Paul Ély  est le fils de Henri Ély et de Thérèse Coste. Il est l'époux de Marie Ortoli.

### Première Guerre mondiale
Il participe à la Première Guerre mondiale comme engagé volontaire en mars 1915 sur le front français puis dans l'Armée française d'Orient (Balkans) à partir de septembre 1917 dans un régiment de Zouaves. Il est blessé une fois et cité deux fois.
Il est promu Lieutenant en mars 1919.

### École spéciale militaire de Saint-Cyr
Après son retour d'Orient en avril 1919, il rentre  à École spéciale militaire de Saint-Cyr et en sort officier en août 1920(promotion des Croix de Guerre) .

### Occupation de Constantinople
Il sert ensuite à l'armée d'Orient au corps d’occupation de Constantinople  entre novembre 1920 et  octobre 1923.  

### École supérieure de Guerre (1928-1930)
Il intègre l'École supérieure de Guerre de novembre 1928 à novembre 1930.

### Seconde Guerre mondiale
En 1939, il est membre du 4e bureau du quartier général. 
Lors de la bataille de France, Il est gravement blessé au bras droit en juin 1940 puis promu officier de la Légion d'honneur avec la citation suivante : « Officier supérieur d'élite, d'une haute conscience, exemple permanent des plus pures vertus militaires. Le 8 juin 1940, au cours d'une mission délicate auprès d'un groupement engagé dans de violents combats, a fait preuve d'un rare courage. Bien que blessé grièvement, a rempli sa mission jusqu'à son terme et fourni au commandement, avant de se laisser soigner, des renseignements d'une importance capitale pour la conduite de la bataille. ».
En 1941, il commande le 10e bataillon de chasseurs à pied (Neuville-sur-Ain) dans l'armée d'armistice. Fin 1942, quand les Allemands occupent la zone libre, il entre dans l'organisation de résistance de l'Armée (ORA). En juin 1943, il sert dans l'organe liquidateur de l'armée. En juillet 1943, il est chef adjoint de l'ORA en zone sud et effectue des missions clandestines à Londres et à Alger.
En 1944, il est délégué militaire national du général De Gaulle, officier de liaison entre Londres et la clandestinité. Sa femme est arrêtée par l'occupant et déportée au camp de concentration pour femmes de Ravensbrück. En août 1944, il devient directeur adjoint des Forces françaises de l'intérieur (FFI) au ministère de la Guerre.
Il est promu commandeur de la Légion d'honneur en mai 1945 avec la citation suivante : « Après avoir tenté, mais en vain par suite de l'état de ses blessures, de rejoindre en août 1940 les forces françaises libres, s'est consacré dès 1942 à préparer la mise sur pied de deux bataillons de chasseurs. Désigné comme représentant de l'organisation militaire de l'armée pour le département de l'Ain, s'occupe de camouflage, de matériel, d'armes et d'essence. Nommé chef adjoint pour la zone sud de l'organisation de la résistance de l'armée, accomplit de février à avril 1944 des missions à Londres et à Alger. D'avril à juillet 1944, est chargé de mission auprès de la délégation militaire nationale à Paris, puis devient délégué militaire national du gouvernement provisoire de la République. Activement recherché par la Gestapo, s'est toujours acquitté parfaitement de sa tâche malgré les dangers connus et l'arrestation de son épouse en janvier 1944. Demeure l'une des plus belles figures de la résistance. ».

### Représentant de la France au groupe permanent de l’OTAN (1949-1953)
En 1949, il dirige la délégation française au comité militaire permanent de l'Union occidentale à Londres. Il se rend à Washington au comité militaire permanent et au standing group de l'OTAN.
À l'époque, entre 1950 et 1954, il est l'un des rares généraux français qui prend position pour la Communauté européenne de Défense, voyant dans une Europe unifiée sur le plan militaire un contre-poids utile pour limiter l'influence américaine.

### Chef d’état-major général des forces armées (août 1953- juin 1954)
Il est chef d’état-major général des forces armées d'août 1953 à juin 1954.

### Haut-commissaire et commandant en chef en Indochine (juin 1954- juin 1955)
Après Diên Biên Phu, en juin 1954, il est nommé Haut-commissaire et commandant en chef en Indochine, avec le général Salan puis Jacquot comme adjoint militaire. En juin 1955, il est cité à l’ordre de l’armée dans les termes suivants : « Officier général doué des plus solides qualités qui, pendant un an, a donné comme commissaire général et commandant en chef en Indochine, à l'une des périodes les plus critiques de l'histoire de ce pays un bel exemple de dignité, de compétence et de sang-froid. Avant les accords de Genève, a réussi avec une clairvoyance et une fermeté remarquables à faire face à une situation militaire difficile. Après les accords de Genève a regroupé le corps expéditionnaire français et les forces des États associés avec une méthode et une discipline dignes des plus vifs éloges. Comme commissaire général de France en Indochine du 10 juin 1954 au 2 juin 1955, s'est assuré l'estime et le respect unanimes. Se dépensant sans compter, a su résoudre brillamment dans des conditions extrêmement délicates des problèmes inhérents à l'évolution des États indépendants de l'Indochine et à l'application des accords d'armistice ».
Après la défaite de la France, Paul Ély commande un rapport pour analyser les causes de la défaite française. Ce rapport interroge de manière détaillée l'ensemble des officiers ayant servi en Indochine, en se focalisant sur la dimension idéologique du nationalisme vietnamien. Ce rapport de 450 pages intitulé Enseignements de la guerre d'Indochine, vise à répondre à la question clé : "comment expliquer la victoire du Viet-Minh, alors même que la France disposait d'une supériorité technique, militaire, industrielle et budgétaire indiscutablement établie ?". Deux éléments centraux ressortent du rapport. Tout d'abord que le champ de bataille est devenu, dans le cadre des guerres modernes asymétriques, une part mineure de la guerre prise comme phénomène global, et d'autre part que la partie vitale des guerres de décolonisation se trouve sur le terrain des idées. Les rédacteurs du rapport pointent qu'une guerre asymétriques ne peut être gagnée sans une « mystique », compris comme une grande idée mobilisatrice. Ces réflexions inspireront les généraux chargés de la Guerre d'Algérie.

### Chef d’état-major général des forces armées puis de la défense nationale (1956-1961)
Après son retour d'Indochine en juin 1955, il est nommé chef d'État-Major général des armées, en mars 1956. Démissionnaire en mai 1958, il est remplacé durant une courte période par le général Lorillot puis rappelé par de Gaulle, il reprend ce poste en juin 1958. 
En février 1959, il devient chef d'état-major général de la Défense nationale  (alors « la plus haute autorité militaire »), poste qu'il conserve jusqu'à son départ à la retraite en février 1961.
Il reçoit la médaille militaire le 21 février 1961, dont il est le dernier officier général décoré au XXe siècle.

### Dernières années
L’Académie française lui décerne le prix Général-Muteau en 1962 pour son ouvrage L'Armée dans la nation publié chez Fayard en 1961.
Il a laissé deux volumes de mémoires : L'Indochine dans la tourmente (1964) et Suez… le 13 mai (1969).

## Publications
- L'armée dans la nation, Fayard, 1961.
- Mémoires 1. L'Indochine dans la tourmente, Plon, 1964.
- Mémoires 2. Suez, le 13 mai Plon, 1969.
- Diriger, commander, agir, Revue de Défense nationale, juin 1960, p. 973-981

## Distinctions
- Médaille militaire (décret du 21 février 1961)[12]

(Nota : la médaille militaire se porte avant la LH pour les officiers généraux ayant commandé au front, attention selon La Grande Chancellerie aucun texte officiel n'existe et il s'agit d'une simple habitude)
- Grand-croix de la Légion d'honneur (décret du 20 juin 1957)
- Grand-croix de l'ordre national du Mérite[1]
- Croix de guerre 1914–1918[1] (2 citations)
- Croix de guerre 1939–1945[1] (2 citations)
- Croix de guerre des Théâtres d'opérations extérieurs (2 citations)
- Médaille de la Résistance française avec rosette[1],[13]